# Clytellus methocoides
Clytellus methocoides är en skalbaggsart som beskrevs av John Obadiah Westwood 1853. Clytellus methocoides ingår i släktet Clytellus och familjen långhorningar. Inga underarter finns listade i Catalogue of Life.